# Lista de primeiros-ministros de Belize

Escudo de armas da Belize

O primeiro-ministro é o chefe de governo de Belize. Antes da independência do país também existia o cargo de chefe do governo, chamado em inglês de chief minister e posteriormente de premier. De 1961 até a independência do país este cargo foi ocupado por George Cadle Price.
Esta é a lista dos primeiros-ministros de Belize desde a autonomia em 1961. 

## Primeiros-ministros de Belize
| Incumbente                                    | Incumbente                                  | Nome                                        | Mandato                                     | Mandato                                     | Partido                                     |
| Premier das Honduras Britânicas (1961-1973)   | Premier das Honduras Britânicas (1961-1973) | Premier das Honduras Britânicas (1961-1973) | Premier das Honduras Britânicas (1961-1973) | Premier das Honduras Britânicas (1961-1973) | Premier das Honduras Britânicas (1961-1973) |
| --------------------------------------------- | ------------------------------------------- | ------------------------------------------- | ------------------------------------------- | ------------------------------------------- | ------------------------------------------- |
| 1                                             |                                             | George Cadle Price (1919-2011)              | 7 de abril de 1961                          | 1 de junho de 1973                          | PPU                                         |
| Premier de Belize (1973-1981)                 |                                             |                                             |                                             |                                             |                                             |
| 1                                             |                                             | George Cadle Price (1919-2011)              | 1 de junho de 1973                          | 12 de setembro de 1981                      | PPU                                         |
| Primeiros-ministros de Belize (1981-presente) |                                             |                                             |                                             |                                             |                                             |
| 1                                             |                                             | George Cadle Price (1919-2011)              | 12 de setembro de 1981                      | 17 de dezembro de 1984                      | PPU                                         |
| 2                                             |                                             | Manuel Esquivel (1940-2022)                 | 17 de dezembro de 1984                      | 7 de setembro de 1989                       | UDP                                         |
| (1)                                           |                                             | George Cadle Price (1919-2011)              | 7 de setembro de 1989                       | 13 de julho de 1993                         | PPU                                         |
| (2)                                           |                                             | Manuel Esquivel (1940-2022)                 | 13 de julho de 1993                         | 28 de agosto de 1998                        | UDP                                         |
| 3                                             |                                             | Said Musa (n.1944)                          | 28 de agosto de 1998                        | 8 de fevereiro de 2008                      | PPU                                         |
| 4                                             |                                             | Dean Barrow (n.1951)                        | 8 de fevereiro de 2008                      | 12 de novembro de 2020                      | UDP                                         |
| 5                                             |                                             | Johnny Briceño (n.1960)                     | 12 de novembro de 2020                      | Presente                                    | PPU                                         |